# Kamayurá
Cet article concerne la langue kamayurá. Pour le peuple kamayurá, voir Kamayurás.
Le kamayurá est une langue tupi parlée par les Kamayurás du Brésil.

## Classification
La langue est classée parmi les langues tupi-guarani. Dans la classification de Rodrigues (2007), le kamayurá constitue le sous-groupe VII de ces langues.